# کنفرانس اروپایی کاربران و توسعه‌دهندگان گنوم

GUADEC

دسکتاپ سامیت هماهنگ‌کننده GUADEC و فرهنگستان

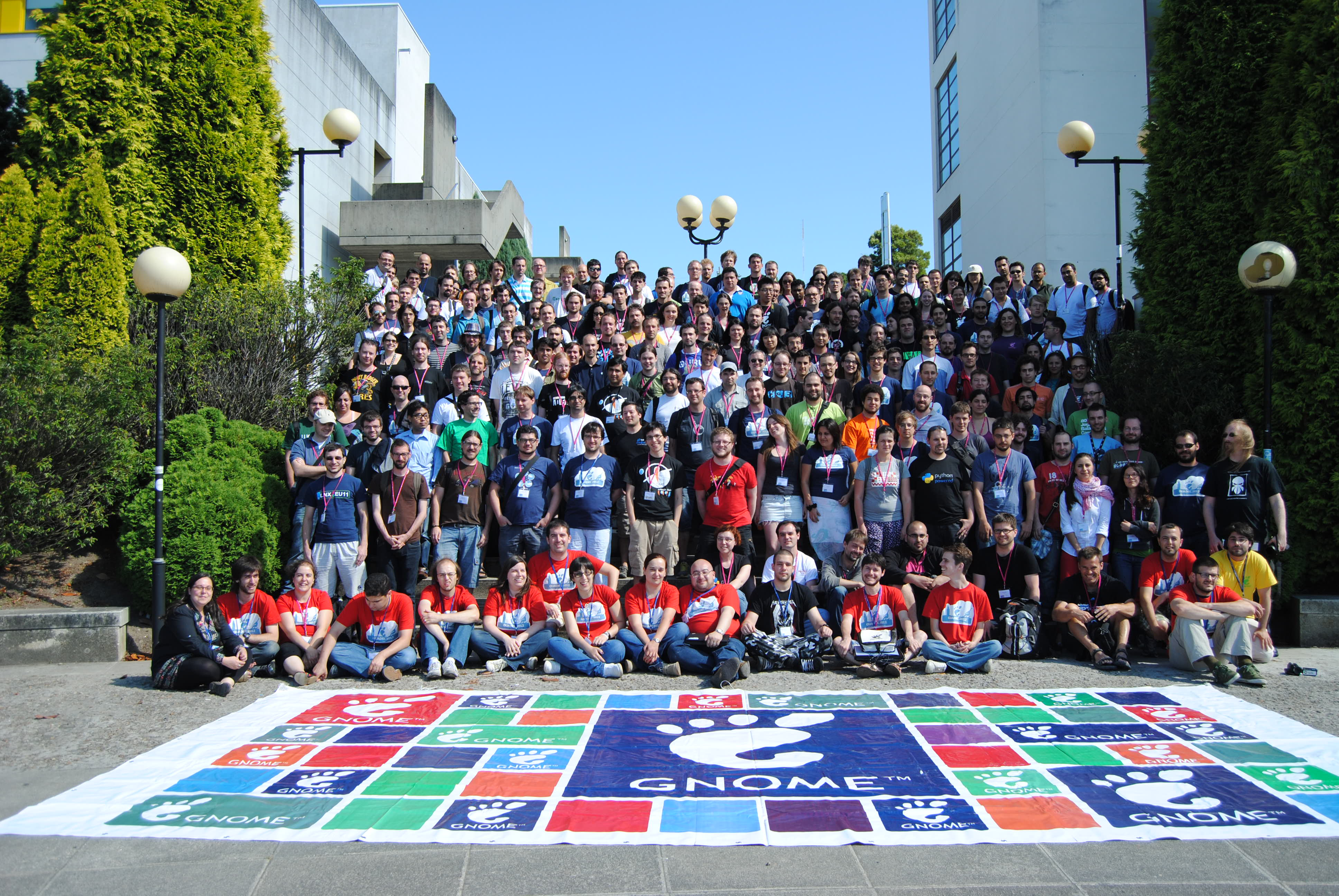
عکسی از GUADEC در سال ۲۰۱۲

کنفرانس اروپایی کاربران و توسعه‌دهندگان گنوم (به انگلیسی: GNOME Users And Developers European Conference) یا گوادک (به انگلیسی: GUADEC) کنفرانسی است که به‌طور سالانه در اروپا برگزار می‌گردد و موضوع آن در رابطه با محیط رومیزی گنوم است. اولین دورهٔ این کنفرانس در سال ۲۰۰۰ میلادی و در فرانسه برگزار شده‌است.